# Спектрофотометр

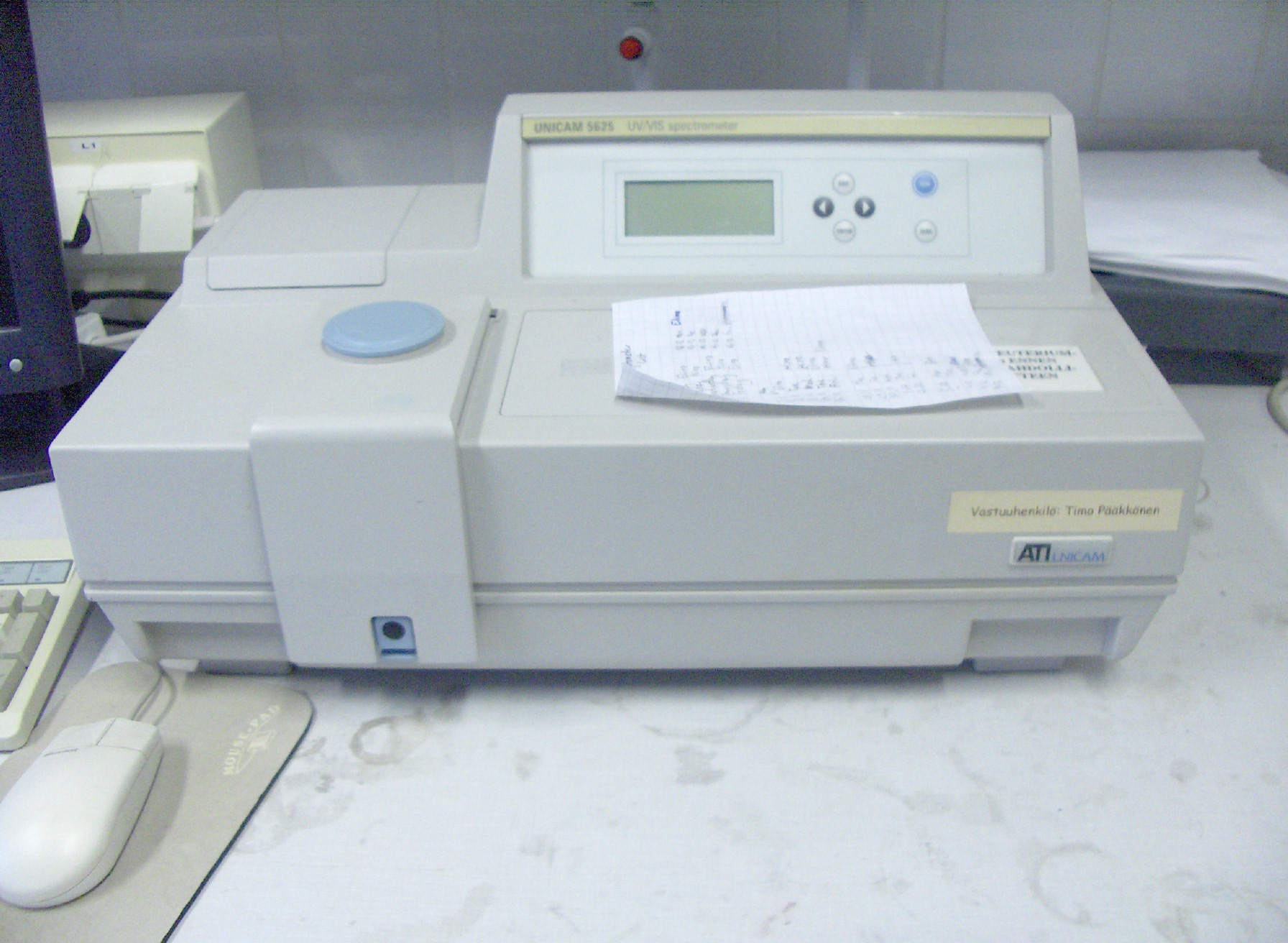
Спектрофотометр для видимой и УФ областей спектра

Спектрофотометр (лат. spectrum — видимое, видение, др.-греч. φῶς, родительный падеж φωτός — свет и μετρέω — измеряю) — прибор, предназначенный для измерения отношений двух потоков оптического излучения, один из которых — поток, падающий на исследуемый образец, другой — поток, испытавший то или иное взаимодействие с образцом.
Позволяет производить измерения для различных длин волн оптического излучения, соответственно в результате измерений получается спектр отношений потоков.
Спектрофотометр является основным прибором, используемым в спектрофотометрии. Обычно используется для измерения спектров пропускания или спектров отражения излучения.

## Конструкция
На рисунках приведены две основные схемы спектрофотометров, измеряющих спектральный апертурный коэффициент отражения образца относительно рабочего стандарта с известной спектральной характеристикой. Возможно помещение монохроматора в пучок отраженного света от образца или стандарта или освещение образца и стандарта монохроматическим излучением после монохроматора.
Для улучшения характеристик и точности измерений в современных спектрофотометрах также используются двойные монохроматоры.

## Двухлучевой спектрофотометр

Схема устройства двухлучевого спектрофотометра

В этом типе приборов один пучок от источника света проходит через монохроматор и далее раcщепляется на два пучка. Один из пучков является эталонным, а другой пропускается через образец. Сигналы от фотоприёмников эталонного и образцового пучков вычитаются в схеме обработки данных. При таком подходе на точность измерения не влияет изменение интенсивности источника света и полосы поглощения в кюветах и других оптических элементах спектрофотометра. Сравнительные измерения с помощью двухлучевых приборов проще и стабильнее, но однолучевые приборы имеют больший динамический диапазон и конструктивно проще и компактнее.

### Конструктивные схемы
Есть две схемы построения спектрофотометров: в виде клиновидной пластинки и с применением гетеродинной схемы приема светового излучения.

#### Спектрофотометр в виде клиновидной пластинки
Спектрофотометр выполнен в виде клиновидной пластинки, на одну из поверхностей которой нанесен тонкий, частично пропускающий слой, а на другую поверхность нанесено отражающее покрытие, частично пропускающее световое излучение.
Принцип работы спектрофотометра основан на регистрации интерференционных полос стоячей световой волны путём проецирования изображения системы интерференционных полос на фоточувствительные линейки. При этом метод обработки сигнала отличается от традиционной Фурье-спектроскопии лишь тем, что преобразованию подвергаются сигналы не временной, а пространственной частоты.
Спектрофотометр обладает высокой помехоустойчивостью к некогерентному световому излучению.

#### Гетеродинная схема приема светового излучения
В этой схеме спектрофотометр снабжают вторым лазером с частотой излучения, отличающейся от частоты первого лазера на частоту светового биения[уточнить]. При этом от излучения второго лазера образуются интерференционные полосы практически с тем же периодом d[уточнить], а на тонком слое, как на смесителе, возникают световые биения. Полученные электрические сигналы регистрируют и подвергают двухмерному преобразованию Фурье.

### Светофильтры
В полиграфии могут использоваться[уточнить] следующие светофильтры:
- POL — поляризационный фильтр. Используется для получения предположительного спектра после закрепления краски.
- D65 — применяется для имитации источника излучения D65.
- UV-cut — применяется при измерении оптических плотностей бумаг, в которых используются флюоресцентные оптические отбеливатели.
- No — обозначение[где?] отсутствия светофильтра. Обычно[уточнить] используется прозрачное стекло, защищающее спекрофотометр от пыли.